# Ajië
Ajië (també Houailou (Wailu), Wai, i A’jie) és una llengua austronèsia parlada majoritàriament a l'àrea tradicional d'Ajië-Aro, als municipis de Houaïlou, Ponérihouen, Poya i Kouaoua, a la Província del Nord, Nova Caledònia. Té 5.400 parlants nadius i l'estatut de llengua regional de França. Aquest estatut implica que els alumnes poden fer una prova opcional en batxillerat a Nova Caledònia mateix o a la França metropolitana. Com les altres llengües canac és regulat actualment per l'"Académie des langues kanak", fundada oficialment en 2007.

## Estudis i ensenyament
L'ajië és reconegut al segle xix pels missioners protestants com una de les quatre « llengües d'evangelització » a Nova Caledònia, en les que fou traduïda la Bíblia, amb el drehu de Lifou, el negone de Maré i l'iaai d'Ouvéa. Sobre aquesta base es va realitzar el primer estudi lingüístic veritable sobre els dialectes del Pacífic a Nova Caledònia mitjançant un enfocament real etnològic i lingüístic. El portà a terme pel pastor Maurice Leenhardt, missionner protestant a Houaïlou, particularment pel que fa a l'ajië : també va fer una traducció del Nou Testament en aquesta llengua en 1922 amb el títol de Peci arii vikibo ka dovo i Jesu Keriso e pugewe ro merea xe Ajié, i completà aquesta obra establint el primer sistema de transcripció escrita per a les llengües canac, tradicionalment orals. Va exposar el seu mètode en un article titulat « Notes sur la traduction du Nouveau Testament en langue primitive, sur la traduction en houaïlou », aparegut en el segon any de la Revue d'histoire et de philosophie religieuse a Estrasburg en maig-juny de 1922.
En 1944, Maurice Leenhardt creà la càtedra de « houaïlou » a l'École des langues orientales (esdevinguda en 1977 la càtedra de « Llengües oceàniques », reagrupant les altres llengüees del Pacífic), que després del seu retir en 1953 passà al seu fill Raymond i després a Jacqueline de La Fontinelle. Aquesta última va reprendre i renovar el treball de Maurice Leenhardt sobre l'ajië, amb el treball La Langue de Houaïlou publicat en 1976 en el qual estableix una nova escriptura tenint en compte les distincions fonològiques. Des de la retirada de Jacqueline de La Fontinelle, l'ajië ja no s'ensenya a la secció de llengües oceàniques de l'INALCO.
L'ajië és ensenyat en secundària a Houaïlou (al col·legi públic de Wani, als col·legis privats protestants Do Neva, de Baganda, de Nédivin i de Tieta), a Nouméa (al liceu privat protestant Do kamo) i a la universitat de Nova Caledònia.